# ラムゼー (フリゲート)
|          | |
| 艦歴     | |
| 発注     | 1962年1月4日 |
| 起工     | 1963年2月4日 |
| 進水     | 1963年10月15日 |
| 就役     | 1967年6月3日 |
| 退役     | 1988年9月1日 |
| その後   | 2000年6月15日に標的艦として海没処分 |
| 除籍     | 1992年1月25日 |
| 性能諸元 | |
| 排水量   | 3,426トン |
| 全長     | 414 ft 6 in (126 m) |
| 全幅     | 44 ft 2 in (13.4 m) |
| 吃水     | 24 ft |
| 機関     | フォスター・ホイーラー缶 2基 ウエスチングハウス式ギアード・タービン 1基 |
| 最大速   | 27ノット |
| 航続距離 | 4,000海里 (7,000 km) |
| 乗員     | 士官、兵員241名 |
| 兵装     | 12.7cm単装両用砲 (Mk3) 1基 ターターミサイル単装発射機 (Mk22) 1基（ミサイル搭載数16発） アスロック対潜ロケット8連装発射機 (Mk16) 1基 45.3cm連装対潜魚雷発射機1基 32.4cm3連装魚雷発射管 (Mk32) 2基 |
| 搭載機   | LAMPSヘリ1機 |
| モットー | |

ラムゼー (USS Ramsey, FFG-2) は、アメリカ海軍のミサイルフリゲート。ブルック級ミサイルフリゲートの2番艦。艦名はデウィット・クリントン・ラムゼーに因む。

## 艦歴
ラムゼーは1963年2月4日にワシントン州シアトルのロッキード・シップビルディング社で起工する。1963年10月15日にデウィット・クリントン・ラムゼー夫人によって命名、進水し、1967年6月3日に艦長ウィリアム・D・ロバートソン・ジュニア中佐の指揮下就役した。
西海岸沖での整調後、ラムゼーは1968年5月1日に西太平洋に向けてカリフォルニア州ロングビーチを出航した。ベトナムでの任務の後、11月9日にロングビーチに帰還する。1969年10月8日に再び西太平洋に向けて出航し、ベトナムでの任務に従事、1970年4月18日にロングビーチに帰還する。1970年1月から1974年1月までラムゼーは2度の西太平洋配備と、西海岸での作戦活動を交互に経験した。
ラムゼーはベトナム戦争の戦功で5個の従軍星章を受章した。